# Universitatea din București

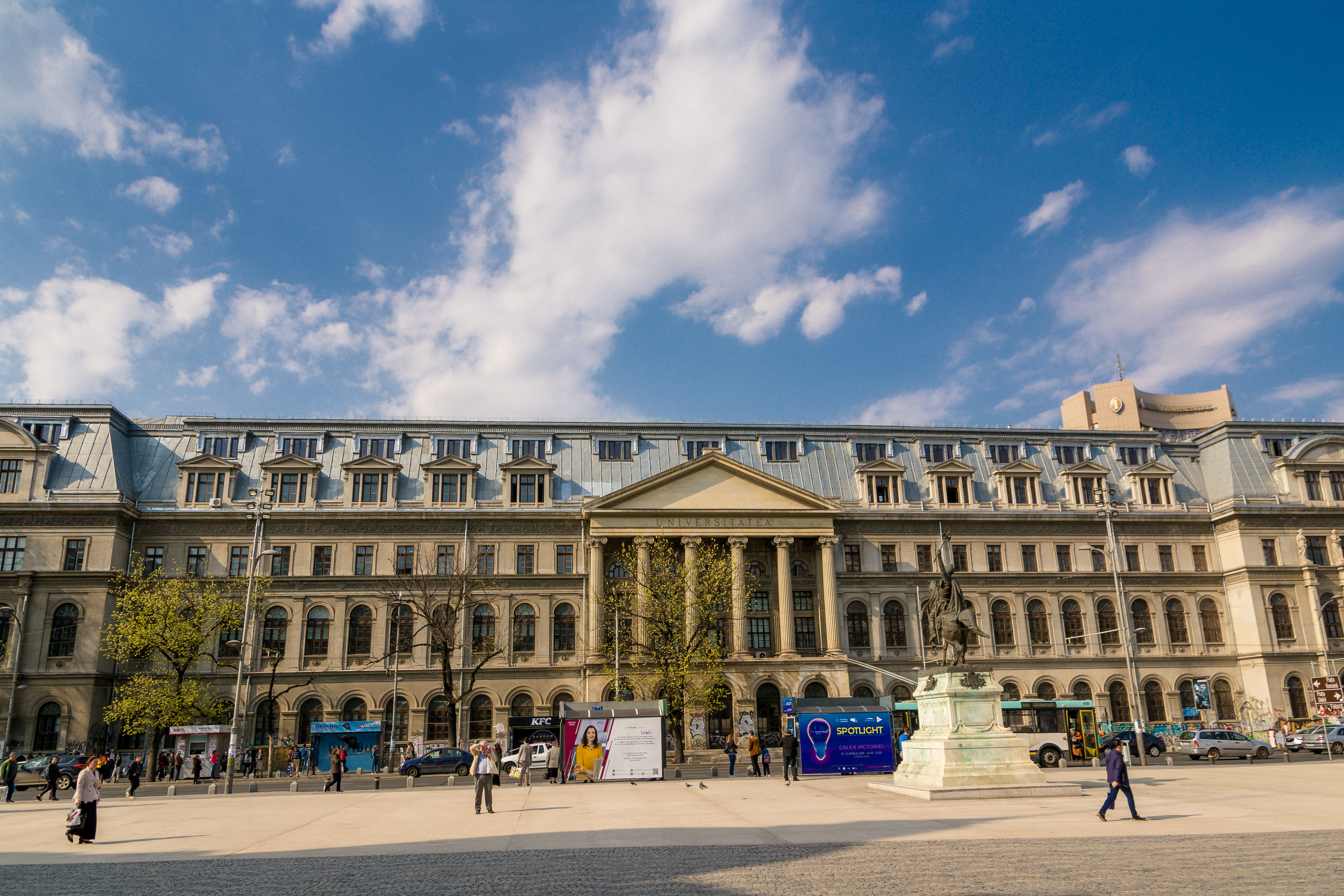
Palatul Universității din București

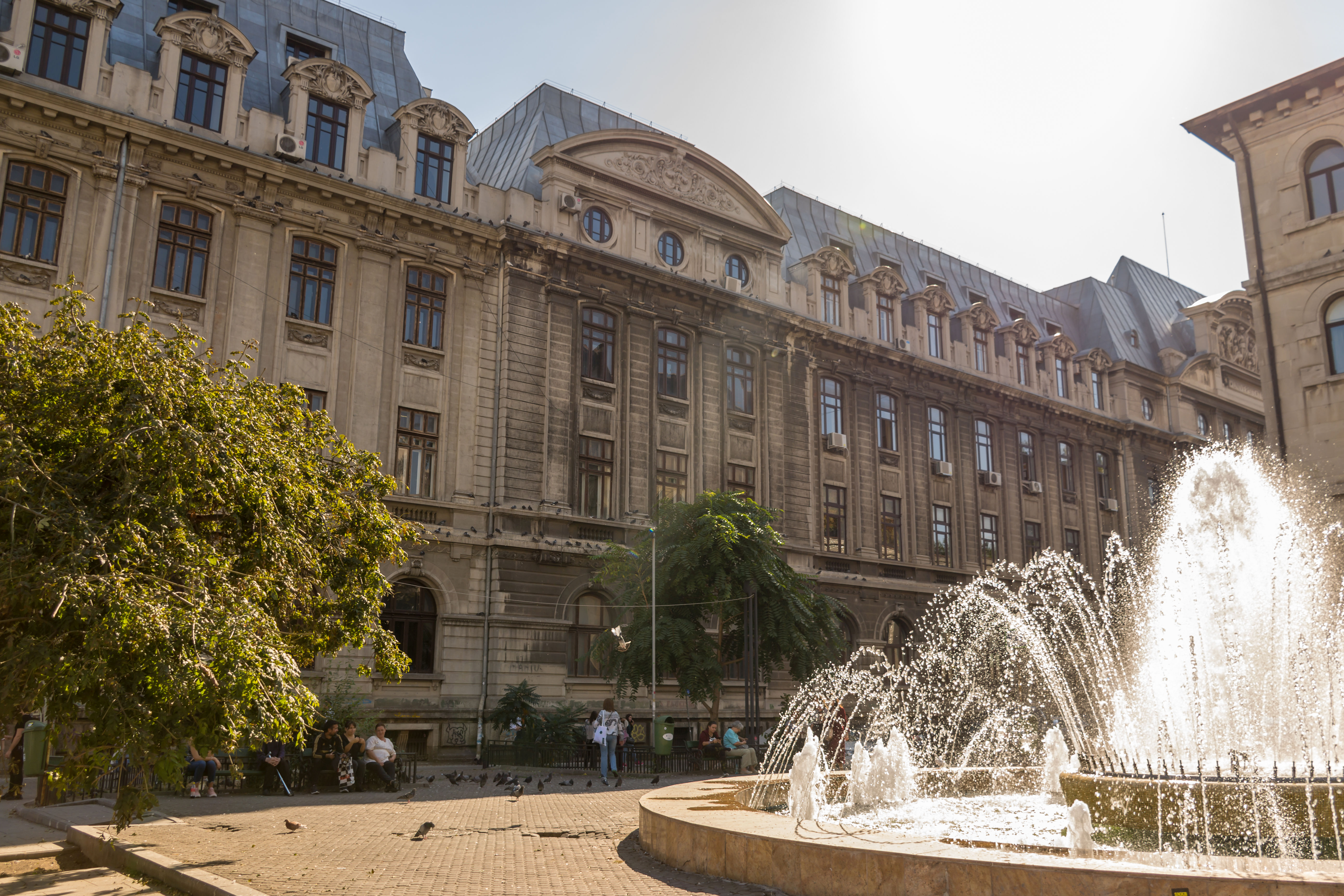
Palatul Universității din București - Fântână Universitate

Universitatea din București (prescurtat UB) este o universitate de stat din București și a doua cea mai veche universitate din România. Fondată în 1864, Universitatea din București este a doua universitate modernă a României, după Universitatea din Iași.
Universitatea este compusă din 19 facultăți, cu 97 de programe de licență, 215 programe de masterat, 9 programe de masterat didactic, 21 de școli doctorale pe domenii specifice și o școală pentru studii doctorale interdisciplinare, având o ofertă educațională cu numeroase arii de studiu: Administrație și Afaceri, Biologie, Chimie, Drept, Filosofie, Fizică, Geografie, Geologie și Geofizică, Istorie, Jurnalism și Științele Comunicării, Limbi și Literaturi Străine, Litere, Matematică și Informatică, Psihologie și Științele Educației, Sociologie și Asistență Socială, Științe Politice, Teologie Ortodoxă, Romano-Catolică și Baptistă.
Comunitatea academică include 34.000 studenți, 1.300 de profesori și 580 de cercetători, precum și 1.300 de angajați ca personal administrativ.

## Istoric
Substratul istoric al Universității din București datează din 1694, când a fost fondată Academia Domnească de la București. Aceasta a fost o școală superioară, având ca limbă de predare greaca veche, întemeiată la 1694 de către Constantin Brâncoveanu (domn al Țării Românești între 1688–1714), în clădirile de la Mănăstirea „Sfântul Sava”. Învățământul filosofic se făcea după cursurile lui Teophilos Korydalleus. Reorganizată în timpul domniei lui Alexandru Ipsilanti, Academia Domnească - grecească din București a devenit un important centru de cultură grecească.
În 1776, Domnitorul Țării Românești Alexandru Ipsilanti (1774-1782) reformează programa studiilor la Academia Sf. Sava, unde, pe lângă limba latină, se predau acum cursuri de franceză și italiană. Între 1776–1779 se construiesc noi localuri pentru Academie.
În procesul dezvoltării conștiinței și culturii naționale, și o dată cu începutul luptei pentru un învățământ cu limba de predare română, Academia Domnească de la București s-a destrămat, dar în anul 1818 s-a deschis, în clădirea ei, Școala de la Sfântul Sava, prima instituție superioară de învățământ în limba română, sub conducerea lui Gheorghe Lazăr. 
În 1832, în urma reformei școlare a lui Petrache Poenaru, la Colegiul Național Sf. Sava sunt create cursuri superioare juridice și științifice.
În 1850, are loc reforma învățământului, ocazie cu care sunt dezvoltate cursurile superioare cu caracter juridic și științific de la Colegiul Național Sf. Sava. Anul 1854 marchează prima promoție de juriști. În 1855, Carol Davila creează Școala Națională de Medicină și Farmacie. În 1859, se înființează Facultatea de Drept, iar în 1863 sunt înființate Facultatea de Științe și Facultatea de Litere.

În 1857 începe construcția Palatului Universității din București. Aflat în Piața Universității, Palatul a fost proiectat de Alexandru Orăscu, președinte al arhitecților români, după forma și asemănarea universităților occidentale.

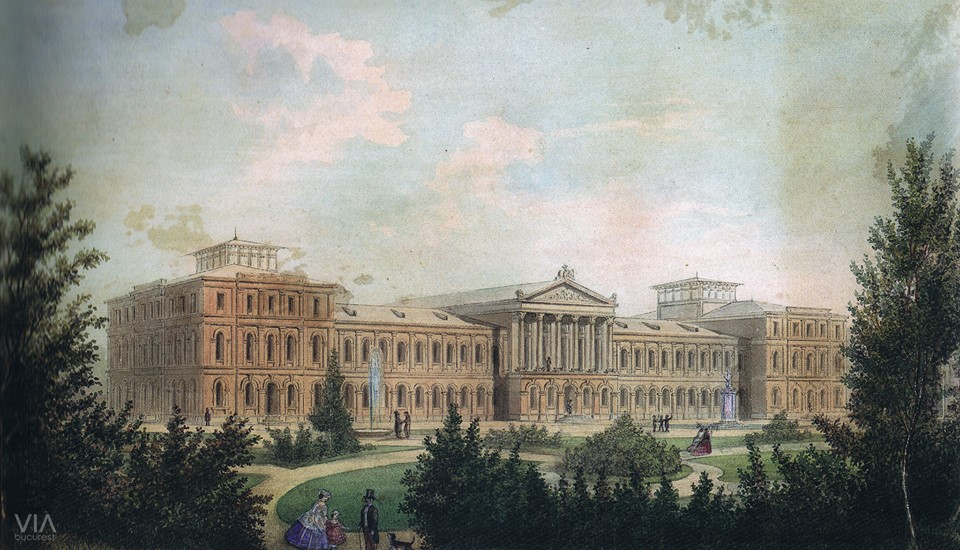
Clădirea principală a Universității din București în 1857, proiectată de Alexandru Orăscu

În 1864, Domnitorul Alexandru Ioan Cuza (1859–1866) înființează Universitatea din București. Instituția reunește într-un singur corp Facultățile de Drept, Științe și Litere. Înființată prin Decretul nr. 765 din 4 / 16 iulie 1864 al Domnitorului Alexandru Ioan Cuza și reclamându-se ca succesoare a structurilor de învățământ superior inaugurate de Academia Domnească (1694), Universitatea din București a contribuit și contribuie în mod decisiv la dezvoltarea și modernizarea învățământului, științei și culturii românești.
În 1884 este creată Facultatea de Teologie, care este pusă din 1890 sub autoritatea Universității din București.

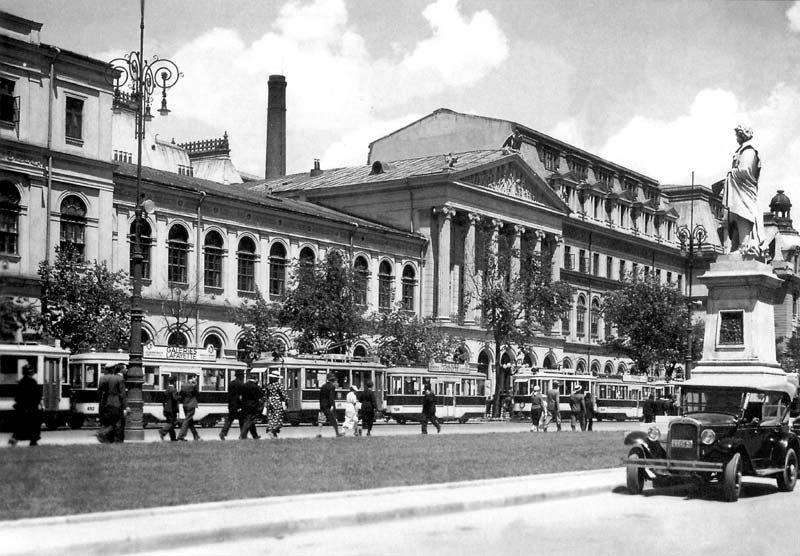
Clădirea principală a Universității din București în perioada interbelică cu vechea clădire a Facultății de Istorie

În 1944 începe un lung proces de epurare a corpului universitar, caracterizat prin abuzuri și represalii din partea noilor autorități aflate în orbita partidului comunist. La 12 noiembrie 1944, în incinta Facultății de Științe, va fi fondată Asociația Română pentru strângerea Legăturilor cu Uniunea Sovietică. Alegerea Universității ca loc de naștere al asociației era motivată de dorința de legitimizare și de asociere a acesteia cu comunitatea intelectuală.
În 1948 este promulgată Legea de Reformă a învățământului și are loc grefarea modelului sovietic de învățământ superior. Drept consecință, începe ampla reorganizare a Universității din București: Facultățile de Teologie, Medicină Umană și Medicină Veterinară se desprind de Universitate. Institutele universitare sunt desființate și se creează institute subordonate Academiei Republicii Populare Române.
În 1989, în urma desființării unor catedre și facultăți, Universitatea din București dispune de numai 6 facultăți, cu 8000 de studenți. În 1990 începe procesul de renaștere a Universității din București: se creează noi facultăți, se reorganizează radical învățământul, se înființează noi catedre și centre de cercetare și se mărește semnificativ numărul de studenți și de colaborări internaționale ale Universității din București.
Anul 1996 este marcat de adoptarea Cartei Universității din București.
În 2000, Universitatea din București are în componență 18 facultăți, peste 20.000 de studenți și 3000 de posturi didactice.
În 2004 se înființează cea de-a 19-a facultate – Facultatea de Administrație și Afaceri.
În 2011, Universitatea din București este clasificată de către Ministerul Educației, Cercetării, Tineretului și Sportului ca fiind prima universitate de cercetare avansată și educație din România.
În 2014, Universitatea din București celebrează cea de-a 150-a aniversare alături de membri importanți ai comunității academice naționale și internaționale.
În 2015, cu prilejul aniversării a 151 de ani de la înființarea instituției, Universitatea din București a redeschis ușile Muzeului Universității din București pentru vizitatori, după un an în care au fost efectuate lucrări de renovare, modernizare și reorganizare. 

## Campus
Datorită diversității domeniilor de pregătire academică, activitatea didactică în UB se desfășoară în 19 sedii distincte care dispun de 286 de laboratoare pentru studii de licență, 187 de laboratoare destinate cercetării și activității masteranzilor, iar procesul de învățământ se desfășoară în amfiteatre cu 7900 de locuri, 1941 de locuri în săli de curs și 4409 de locuri în săli de seminar. Suprafața medie depășește 2 m² pe student.
Clădirea principală a Universității din București este Palatul Universității, care a dat și numele pieței în care se află. Construcția, înaltă de 6 etaje, a început în data de 10 octombrie 1857, după planurile arhitectului Alexandru Orăscu, pe locul fostului colegiu Sfântu Sava, și a fost finalizată la 14 decembrie 1869. Corpurile laterale ale palatului au fost ridicate mai târziu, între anii 1912-1926, după planurile arhitectului Nicolae Ghica-Budești.
O altă clădire emblematică a universității este Palatul Facultății de Drept, realizată după planurile arhitectului Petre Antonescu, în stilul Art Deco. Clădirea a fost finalizată în numai 2 ani, între 1934 și 1936. Clădirea a fost ridicată în mijlocul fostului teren de sport Romcomit, devenit un parc cu o vegetație bogată. Corpul central al palatului este dominat de marea sală circulară, Aula Magna, cu un diametru de 28 m și o înălțime de 17 m.
Rectoratul Universității a fost mutat în anul 2019 din Palatul Facultății de Drept într-o clădire nou construită de pe Șoseaua Panduri, unde se află și trei dintre facultățile sale.
Grădina Botanică din București este și ea subordonată universității, unul din sediile Facultății de Biologie (Institutul Botanic) aflându-se în incinta sa.

## Organizare și administrare
De-a lungul anilor, Universitatea din București a dezvoltat parteneriate cu 152 de universități din întreaga lume și este implicată în 468 de acorduri Erasmus+. Totodată, Universitatea din București este conectată la o serie de rețele universitare naționale, regionale, europene și internaționale, între care se numără: The Network of Universities from the Capitals of Europe (UNICA), The European University Association (EUA), The Balkan Universities Association (BUA), Black Sea Universities Network (BSUN), L’Agence Universitaire de la Francophonie (AUF) și Central European Exchange Program for University Studies (CEEPUS).
Începând cu anul 2019, UB face parte din CIVIS – o Alianță Universitară Europeană alături de alte șapte universități europene de prestigiu: Universitatea Aix-Marseille, Universitatea Națională și Capodistriană din Atena, Universitatea Liberă din Bruxelles, Universitatea Autonomă din Madrid, Universitatea Sapienza din Roma, Universitatea din Stockholm, Universitatea Eberhard Karls din Tübingen, cărora li s-au alăturat, în 2021 și 2022, Universitatea din Glasgow, respectiv Universitatea din Lausanne.

## Învățământ și cercetare
În anul școlar 2022–2023, Universitatea din București a oferit 97 de programe de licență, 224 programe de masterat, 22 de școli doctorale în cele 19 facultăți ale sale. Structura programelor de studii este compatibilă cu procesul Bologna, ceea ce înseamnă studii de licență de 3 ani, master de 2 ani, urmate de 3 ani de doctorat.

### Facultăți

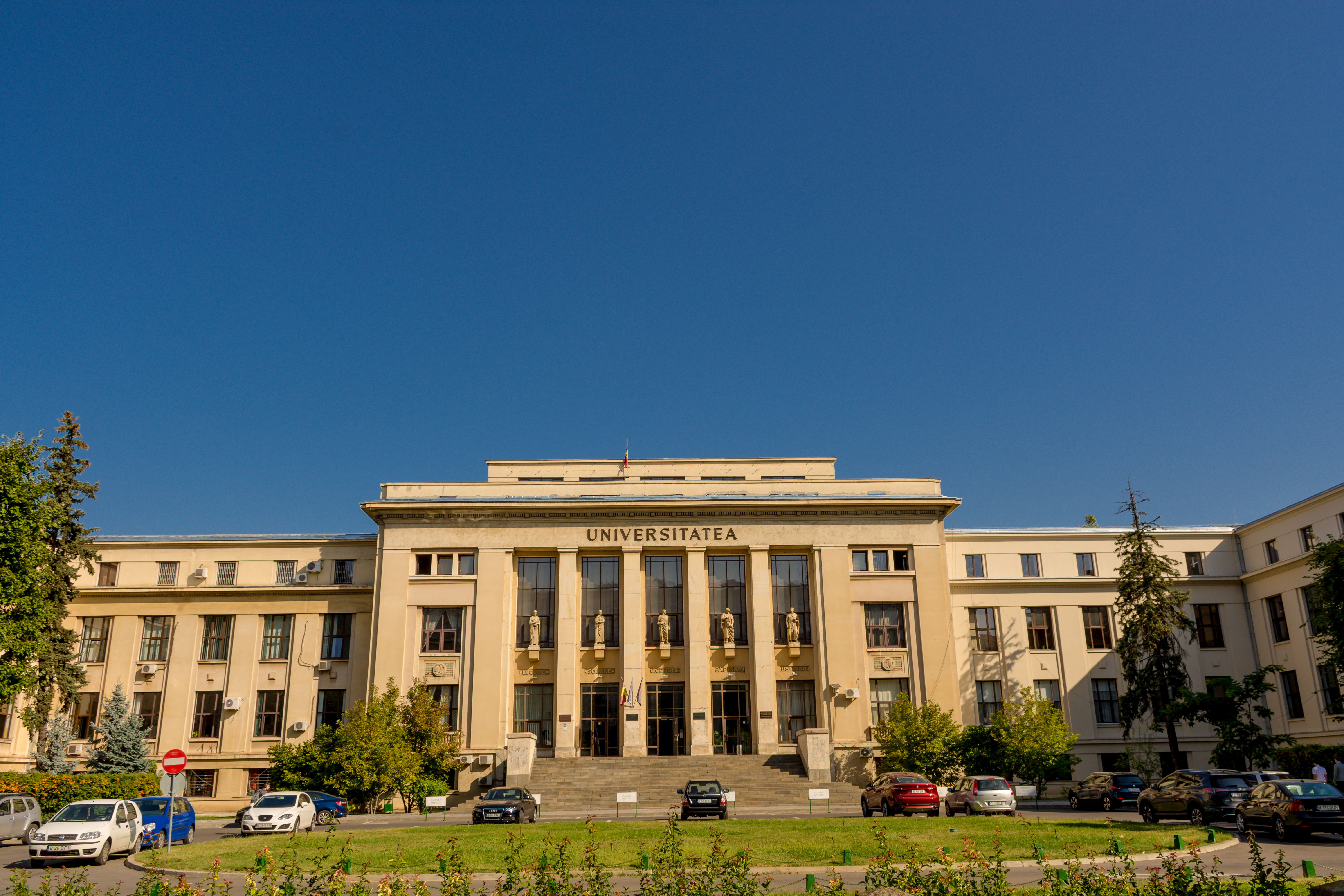
Facultatea de Drept din București

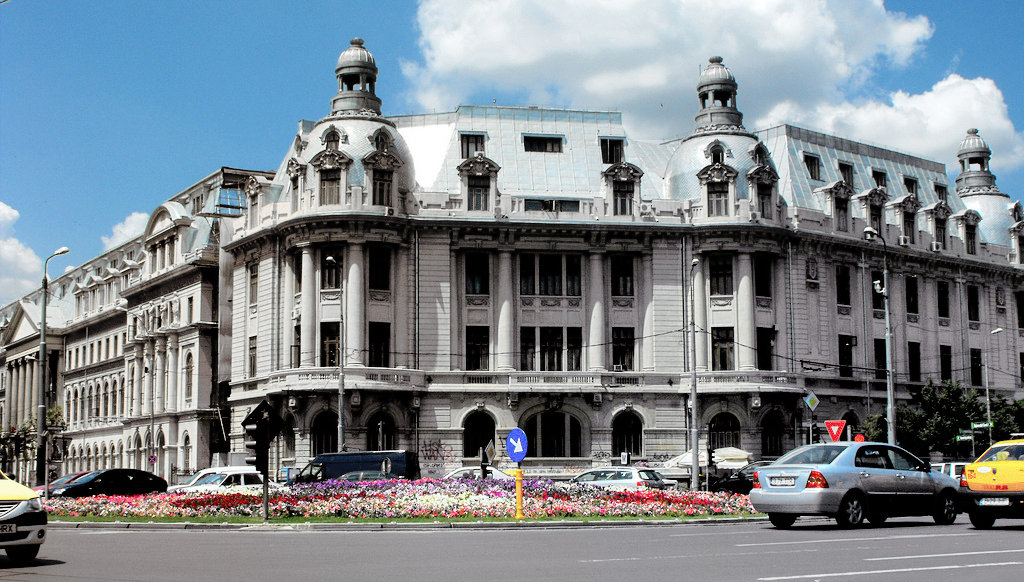
Facultatea de Geografie

Oferta educațională a universității este oferită prin intermediul a 20 facultăți, la care se adaugă Departamentul de Educație Fizică:
- Facultatea de Administrație și Afaceri
- Facultatea de Biologie
- Facultatea de Chimie
- Facultatea de Drept
- Facultatea de Filosofie
- Facultatea de Fizică
- Facultatea de Geografie
- Facultatea de Geologie și Geofizică
- Facultatea de Istorie
- Facultatea de Jurnalism și Științele Comunicării
- Facultatea de Limbi și Literaturi Străine
- Facultatea de Litere
- Facultatea de Matematică și Informatică
- Facultatea de Psihologie și Științele Educației
- Facultatea de Sociologie și Asistență Socială
- Facultatea de Studii Interdisciplinare
- Facultatea de Științe Politice
- Facultatea de Teologie Baptistă
- Facultatea de Teologie Ortodoxă
- Facultatea de Teologie Romano-Catolică și Asistență Socială

### Admitere
În funcție de programul de studii ales, concursul poate avea una sau mai multe probe:
- o notă specifică sau media obținută la examenul de bacalaureat
- probă eliminatorie de limbă străină
- concurs de admitere la diferite discipline
- formular de admitere (chestionar)
- scrisoare de motivație sau scrisoare de intenție
- teste sau probe de tip grilă
- mediile obținute din liceu la limbile străine
- probe eliminatorie (oral)
- alcătuirea de lucrări de maximum 4000 de caractere despre un subiect politic sau a unui eseu
- interviu de aptitudini socio-umane

## Activități studențești
Fiecare din facultățile universității are și o asociație a studenților ce îi reprezintă pe aceștia în relația cu Universitatea, existând și o asociație a tuturor studenților din universitate.

## Performanțe
În anul 2020, pentru prima dată, Universitatea din București se regăsește în QS World University Rankings by Subject cu subdomeniul Informatică (Computer Science & Information Systems) ocupând poziția 551-600.
În clasamentul Shanghai Ranking’s Global Ranking of Academic Subjects UB se regăsește cu domeniul Științele pământului (301-400).
Clasamentul global al universităților – CWUR World University Rankings 2019/2020 plasează UB pe locul 955 în lume, în Round University Ranking (RUR) UB ocupă poziția 589 (prima poziție la nivel național), iar conform University Ranking by Academic Performance/URAP (2019/2020) Universitatea noastră ocupă locul 907 în lume și poziția a doua la nivel național.
În clasamentul URAP Field Based Ranking 2019/2020, UB se regăsește cu cele 5 domenii din anul anterior: Matematică, Fizică, Geologie (prima poziție la nivel național), Științele pământului (singura universitate din România) și Chimie (poziția a doua la nivel național).
În clasamentul Worldwide Professional University Rankings, Universitatea din București ocupă prima poziție la nivel național și 546 la nivel mondial
În clasamentul Times Higher Education (THE) World University Ranking, UB ocupă poziția 1000+, iar în the Times Higher Education BRICS & Emerging Economies University Rankings ocupă poziția 401-500. În ceea ce privește clasamentul THE pe domenii, UB se regăsește în anul 2020 pe următoarele poziții: 501-600 Științele vieții, 801+ Fizică, 501+ Afaceri și economie, 601+ Științe sociale,  601+ Informatică și 401+ Științe umaniste și arte.
În clasamentul mondial al universităților după impactul avut în societate conform obiectivelor ONU – „Times Higher Education University Impact Rankings”, UB ocupă prima poziție la nivel național (201-300), fiind cel mai bine clasată la obiectivele Peace, justice and strong institutions (poziția 74), Reduced inequalities și Gender equality (101-200).
2019 – în clasamentul QS University Ranking, UB se poziționează în seria 801-1000, ocupă poziția 37 în clasamentul internațional QS – Emerging Europe and Central Asia University Ranking și este singura universitate din România clasată în topul QS – Employability, respectiv 301-500 în clasamentul internațional.
În topul Quacquarelli Symonds (cunoscut prin The Times Higher Education Supplement), Universitatea din București ocupa în 2013, locul 701-800, Este cea mai înaltă poziție a unei universități românești în topul QS, alături de Universitatea Babeș-Bolyai din Cluj-Napoca și Universitatea „Alexandru Ioan Cuza” din Iași.
Conform Metarankingului Universitar – 2021 realizat de Asociația Ad Astra, Universitatea din București ocupă locul 2 din 31, în România, după Universitatea Babeș-Bolyai din Cluj-Napoca.

## Absolvenți
Mai mulți absolvenți ai Universității s-au afirmat ca personalități de seamă: profesori și cercetători la alte universități din lume, membri ai Academiei Române și ai unor academii din alte țări, scriitori, politicieni (parlamentari, miniștri, prim-miniștri, președinți), diplomați etc.
Legătura cu universitatea este păstrată prin intermediul Asociației Alumni Universității București, înființată în anul 2011.